# Râul Curpănu
Râul Curpănu este un curs de apă, afluent al râului Olt. 